# Thorsten Kirschbaum
Thorsten Kirschbaum est un footballeur allemand né le 20 avril 1987 à Wurtzbourg. Il joue au poste de gardien de but au Jahn Ratisbonne.

## Biographie
Thorsten Kirschbaum commence sa carrière au TSG 1899 Hoffenheim. Il rejoint en 2009 le club liechtensteinois du FC Vaduz, équipe évoluant dans le championnat suisse.
Il s'engage avec le club allemand du SV Sandhausen pour la saison 2009-2010 (3.Liga). En 2010, il s'engage avec l'Energie Cottbus, club évoluant en deuxième division.
Après la fin de son contrat à Cottbus le 1er juillet 2013, Kirschbaum est transféré au VfB Stuttgart.
Le 26 juin 2018, il s'engage avec le Bayer Leverkusen, alors qu'il était en fin de contrat avec le FC Nuremberg.
Thorsten Kirschbaum reçoit sept sélections en équipe d'Allemagne espoirs.